# Рудольф Фаукнер
Рудольф Фаукнер (чеськ. Rudolf Faukner, 12 грудня 1889, Прага — 11 червня 1971, Прага) — чеський письменник-фантаст, видавець, учитель. Під псевдонімом Р. В. Фаухар він писав науково-фантастичні твори разом із Ченеком Хароусом. Фаукнер був одним із провідних чехословацьких письменниква-фантастів. Він також написав кілька наукових робіт з електротехніки.

## Біографія
Рудольф Фаукнер народився у Празі. Він працював директором спочатку загальноосвітньої, а пізніше промислової школи в районі Прага 1. З 1924 до 1941 року він видавав у Садському (неподалік Подебрадів) журнали «Laboratoř» і «Radiolaboratoř KNN», а в 1930—1931 році він видавав журнал «Svět práce». У 1922—1931 роках він був редактором видавництва «Knihovna nových názorů», а в 1939—1940 роках був редактором видавництва «Knihovna Laboratoře». У 1923 році Фаукнер видав свій перший науково-фантастичний роман з детективним сюжетом, після якого зробив паузу в творчості на 23 роки, коли знову повернувся до написання фантастичних романів.
Рудольф Фаукнер написав ще кілька науково-фантастичних романів як самостійно, так і в співавторстві з Ченеком Хароусом. У їх спільних літературних творах автори використовували псевдонім Р. В. Фаухар. Також Рудольф Фаукнер був автором низки статей та нарисів на різні теми, переважно технічної тематики. Рудольф Фаукнер відомий також тим, що саме він переконав іншого відомого чеського письменника Володимира Бабулу зайнятися літературною діяльністю, саме в жанрі фантастики.

### Твори, написані самостійно
- Гілл Фокс (1923, чеськ. Gill Fox) — науково-фантастичний роман з детективним сюжетом.
- Explorer ІІІ (1948) — утопічний науково-фантастичний роман про запуск стратостату з урановим двигуном для перевірки космологічної гіпотези. Роман виданий з ілюстраціями Каміла Лготака.
- Я проспав століття (чеськ. Zaspal jsem století, 1953) — науково-фантастичне оповідання, опубліковане в журналі «Mladý technik».

### Твори під псевдонімом Р.В.Фаухар, написані у співавторстві
Ці романи, написані у співавторстві з Ченеком Хароусом, стали одними з перших чеських науково-фантастичних романів. Вони відначаються надміром технічних деталей, описом різних неймовірних змов, а також вірою в комуністичне майбутнє.
- Гімалайський тунель (чеськ. Himalajský tunel, 1946), роман описує спробу зробити залізничний тунель у Гімалаях під керівництвом радянського лейтенанта Богутіна, причому будівельникам доводиться битися з реакційними і фашистськими групами.
- Вирівняний глобус (чеськ. Narovnaná zeměkoule, 1946), роман про спроби випрямить вісь Землі за допомогою контрольованих атомних вибухів, після чого б на Землі встановився більш благоприємний клімат.
- Таємниця 2345 року (чеськ. Záhada roku 2345, 1946), нова версія роману «Гілл Фокс».
- Хто такий Саттрех? (чеськ. Kdo byl Sattrech?, 1947), роман з детективним сюжетом, що описує спроби контрабанди радянської атомної зброї.
- Урал-уран-235 (чеськ. Ural-uran 235, 1947), роман про дослідження на Уралі з мирного використання атомної енергії, яким хочуть завадити шпигуни із капіталістичних країн.

### Науково-популярні книги
Рудольф Фаукнер написав також низку науково-популярних книг. У виданих книжках після Другої світової війни письменник пропагує досягнення соціалізму, у тому числі науки та техніки в Радянському Союзі (зокрема «Чому радянська техніка найкраща в світі» чеськ. V čem je sovětská technika první na světě, «Переможна радянська авіація і космонавтика» чеськ. Vítězné sovětské letectvo a astronautika, «Радянський Союз підкорює Всесвіт» чеськ. Sovětský svaz dobývá vesmír a další)